# Fontaine de Neptune (Gdańsk)
Pour les articles homonymes, voir Fontaine de Neptune.
La fontaine de Neptune est une fontaine historique de Gdańsk, en Pologne, construite au XVIIe siècle à l'initiative du maire Bartłomiej Schachmann et des autorités locales. La fontaine est située dans la plus noble partie de Gdansk - Le Long Marché, à l'entrée de la cour d'Artus.

## Histoire
En 1549, à l'entrée de la cour d'Artus, se trouvait un vieux puits. Il était situé un peu plus près de la Motława.
Les autorités locales de Gdańsk, et le maire Bartłomiej Schachmann, souhaitaient un monument plus remarquable. La fontaine devait être construite au centre de la façade de la cour Artus, et de la porte Verte la fontaine pourrait être vue avec l'hôtel de ville de Gdansk en arrière-plan, avec la rue Longue. Neptune, le dieu de la mer, devait être placé face aux maisons, qui étaient alors la résidence des rois polonais lors de leur séjour à Gdańsk, le dieu mythologique aurait sa tête inclinée vers eux.

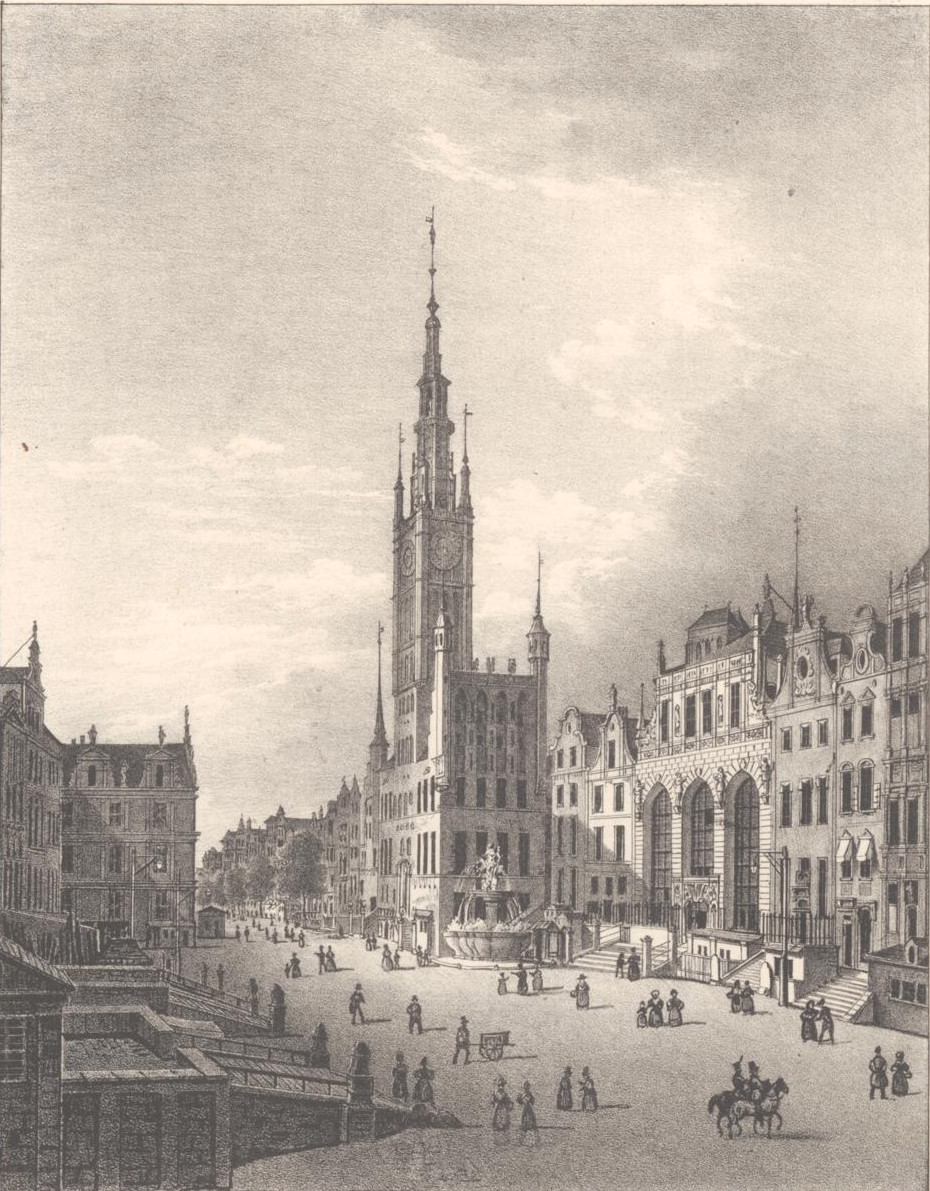
La Fontaine de Neptune et ses environs en 1838.

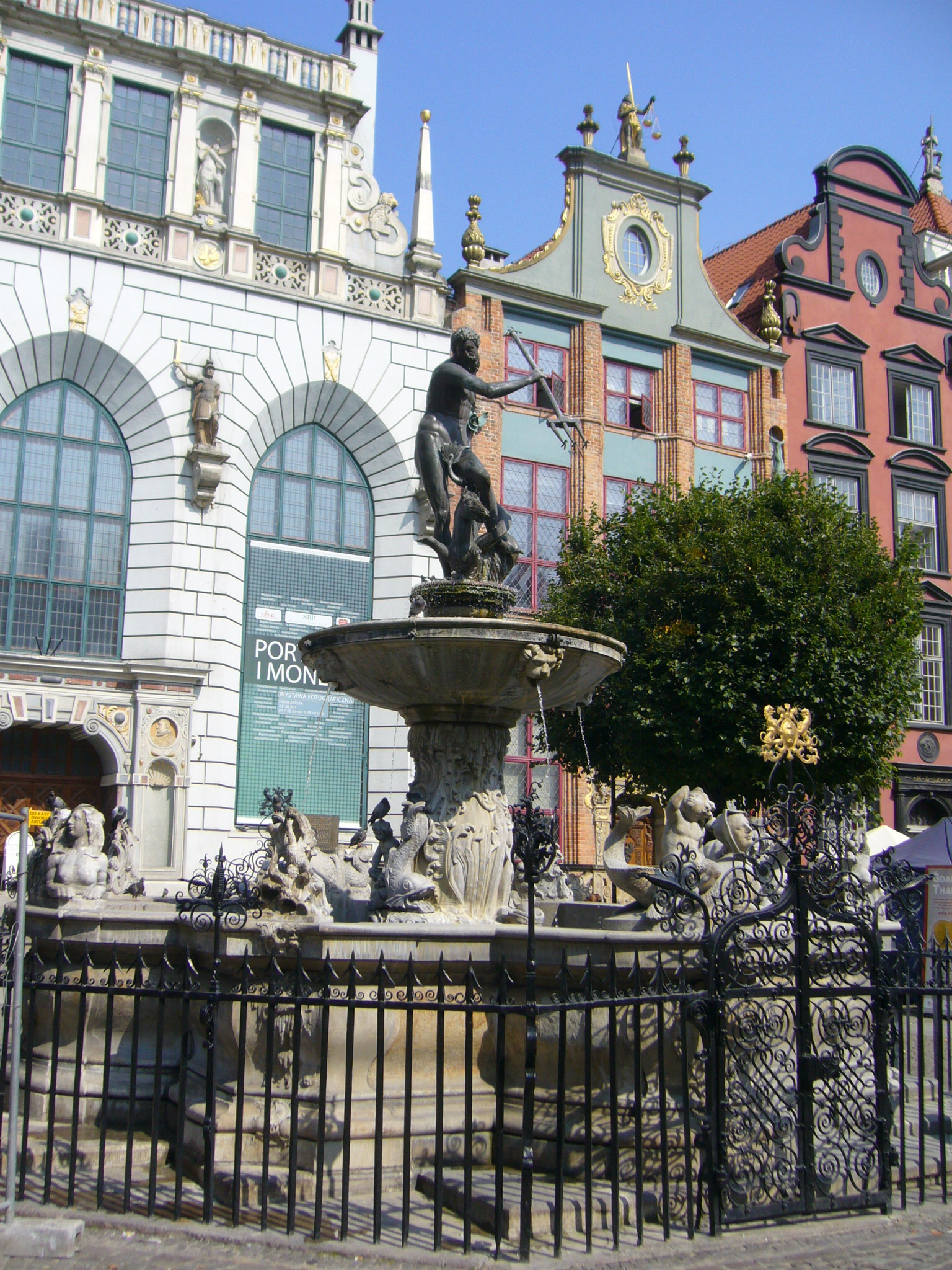
Gdansk - Fontaine de Neptune

La sculpture a été coulée en bronze en 1615, à Gdansk, par Gerdt Benning. La masse de la figure est de 650 kg.  Les caractéristiques architecturales de la fontaine se rapportent au maniérisme flamand. Les installations d'approvisionnement en eau ont été réalisées par Adam Wybe. Autrefois, la fontaine était opérationnelle seulement certains jours dans l'année, et ce jusqu'au XIXe siècle, après quoi la ville de Gdansk a modernisé son système d'eaux souterraines.
Autrefois, la fontaine était peinte. La fontaine a ouvert en seulement en 1633, le retard a été causé en raison de nombreuses perturbations: la rénovation de la cour Artus; les problèmes de robustesse du système hydrique; la guerre de Trente Ans; et la mort d'Abraham van den Blocke. L'inauguration de la fontaine  a eu lieu le 23 mars 1634. C'est cependant en 1757 que la fontaine a acquis son style rococo.
En 1927, la fontaine a été rénovée. Endommagée lors de la Seconde Guerre mondiale, elle a déménagé à Parchów, située à proximité de Bytów; après la Seconde Guerre mondiale, elle a par la suite été rénovée et remise en eau le 22 juillet 1957. Une rénovation complète de la fontaine a eu lieu entre septembre 2011 et avril 2012,.